# Antirrhinum lopesianum
Antirrhinum lopesianum é uma espécie de planta com flor pertencente à família Scrophulariaceae. 
A autoridade científica da espécie é Rothm., tendo sido publicada em Repert. Spec. Nov. Regni Veg. Beih. 136: 65. 1956.
jaum

## Portugal
Trata-se de uma espécie presente no território português, nomeadamente em Portugal Continental.
Em termos de naturalidade é endémica da Península Ibérica.

## Protecção
Encontra-se protegida por legislação portuguesa ou da Comunidade Europeia, nomeadamente pelo Anexo IV da Directiva Habitats.